# Taragui (yerba mate)
Taragüí – argentyńska yerba mate. Produkowana przez Las Marias.
Marka ta występuje w następujących odmianach:
- Yerba mate Taragui Naranja - naturalna (listki i łodyżki) z kawałkami pomarańczy
- Yerba mate Taragui Con Palo - naturalna listki i łodyżki)
- Yerba mate Taragui Sin Palo - naturalna (same listki)
- Yerba mate Taragui +Energia - naturalna (listki i łodyżki) zbierana w okresie letnim kiedy, według producenta, yerba naturalnie zawiera o ok. 30% więcej mateiny[1]
- Yerba mate Taragui Limon - naturalna (listki i łodyżki) z kawałkami cytryny
- Yerba mate Taragui Citricos del Litoral - naturalna (listki i łodyżki) z kawałkami cytrusów
- Yerba mate Taragui Hierbas del Litoral - naturalna (listki i łodyżki) z ziołami (m.in. mięta i cedron)
- Yerba mate Taragui Hierbas Serranas - naturalna (listki i łodyżki) z ziołami